# Tropidodipsas repleta
Tropidodipsas repleta là một loài rắn trong họ Rắn nước. Loài này được Smith, Lemos-Espinal, Hartman & Chiszar mô tả khoa học đầu tiên năm 2005.